# تمساح (جنس)
التمساح هو جنس في عائلة التماسيح. تم اقتراح الاسم العلمي من قبل جوزيفوس نيكولاس لورينتي في عام 1768.

## التطور
نشأت أنواع التماسيح من أسلاف في منطقة المحيطين الهندي والهادئ بين 9 ملايين و16 مليون سنة. انتشرت في أفريقيا بين 8 ملايين و12 مليون سنة. تبع ذلك حوالي 5 إلى 6 ملايين سنة عن طريق الهجرة عبر المحيط الأطلسي إلى الأمريكتين.